# خواکین پاپالئو
خواکین پاپالئو (انگلیسی: Joaquín Papaleo؛ زادهٔ ۲۳ مارس ۱۹۹۴) بازیکن فوتبال اهل آرژانتین است.